# Schleppflugzeug
Ein Schleppflugzeug ist ein Flugzeug, das entsprechende Vorrichtungen besitzt, um im Flug mit Hilfe einer Seil- oder Stangenverbindung andere Luftfahrzeuge oder auch Gegenstände zu schleppen. Hierbei handelt es sich überwiegend um Segelflugzeuge (Flugzeugschlepp), Reklamebanner (Bannerschlepp) oder Luftziele bei militärischen Übungen (Zielschlepp). Exotische Schleppgegenstände waren z. B. im Zweiten Weltkrieg Treibstofftanks, die für Langstreckeneinsätze im Deichselschlepp gezogen wurden.

## Allgemeine Luftfahrt
In der allgemeinen Luftfahrt dient ein Schleppflugzeug dazu Reklamebanner oder Segelflugzeuge zu schleppen. In Deutschland bedürfen nach § 9 LuftVO Reklameflüge mit geschleppten Gegenständen der Erlaubnis der Luftfahrtbehörde des Bundeslandes, in dem der Antragsteller seinen Wohnsitz hat. Die Behörde kann Auflagen, insbesondere höhere Mindesthöhen oder zeitliche Beschränkungen bestimmen.

## Segelflug

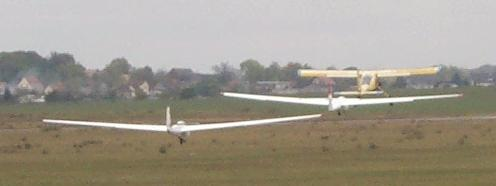
Eine Wilga zieht einen Doppelschlepp

Im Segelflug ist der Flugzeugschlepp neben dem Windenstart die gebräuchlichste Methode, ein Segelflugzeug in die Luft zu bekommen. In Deutschland bedarf nach § 9 LuftVO das Schleppen von Segelflugzeugen keiner expliziten Erlaubnis der Behörde. Es genügt die eingetragene Schleppberechtigung SB(A).
Der Pilot des Segelflugzeuges muss die Berechtigung zum Flugzeugschlepp besitzen. Segelflugzeuge mit Klapptriebwerken können diese zur Unterstützung des Schlepps mitbenutzen, wenn deren Flug- und Betriebshandbuch dies zulässt.

## Schleppflugzeuge
Als Schleppflugzeuge werden neben normalen Motorflugzeugen auch Motorsegler oder Ultraleichtflugzeuge eingesetzt. Schleppflugzeuge bedürfen einer speziellen Ausrüstung und Zulassung.
Für den Doppelschlepp sind nur leistungsstarke Motorflugzeuge zugelassen. Der Doppelschlepp ist durch das höhere Gewicht moderner Segelflugzeuge und die höheren Risiken nur noch selten zu beobachten.

## Militär
Militärisch werden Schleppziele (ursprünglich Banner, die von Geschossen durchschlagen wurden, später z. B. auch Radargeräte zur Entfernungsmessung der passierenden Geschosse) zur Zieldarstellung von Schleppflugzeugen gezogen. Die Schleppziele dienen als bewegliche Ziele für Flugabwehr und Jagdflugzeuge.
Vor dem Aufkommen von Hubschraubern wurden auch Lastensegler zum Truppen- und Waffentransport im Zweiten Weltkrieg eingesetzt, welche von Schleppflugzeugen gezogen wurden.